# Platynus hypolithos
Platynus hypolithos är en skalbaggsart som beskrevs av Thomas Say 1823. Platynus hypolithos ingår i släktet Platynus och familjen jordlöpare. Inga underarter finns listade i Catalogue of Life.